# Öcsöd
Öcsöd là một làng thuộc hạt Jász-Nagykun-Szolnok, Hungary. Làng này có diện tích 103,66 km², dân số năm 2010 là 3313 người, mật độ 32 người/km².